# (17967) Bacampbell
(17967) Bacampbell (1999 JT45) – planetoida z grupy pasa głównego asteroid okrążająca Słońce w ciągu 3,47 lat w średniej odległości 2,29 j.a. Odkryta 10 maja 1999 roku.